# Raymond Vouel
Pour les articles homonymes, voir Vouel.
Raymond Vouel (8 avril 1923 – 12 février 1987) est un homme politique luxembourgeois. Il a été vice-Premier ministre du cabinet Thorn-Vouel, une coalition entre le Parti ouvrier socialiste luxembourgeois de Vouel et le Parti démocratique de Gaston Thorn. Le 21 juillet 1976, Vouel quitte le gouvernement pour la Commission européenne, en tant que Commissaire européen à la concurrence.